# Victoria Lines
A Victoria Lines (Victoria-vonalak) Málta legnagyobb szabású védműveként épült a nagy szigeten keresztülhúzódó, természetes Great Fault (Nagy törésvonal) mentén a brit uralom idején. Tengerparti őrtornyokból, négy erődből és az ezeket összekötő, 12 kilométeren át kanyargó falból áll. Építése után mindössze 26 évvel feladták, azóta sok helyen a nyomai is eltűntek. A máltai kormány 1988-ban javasolta az UNESCO-nak, mint Világörökségi helyszínt.

## Elhelyezkedése és részei

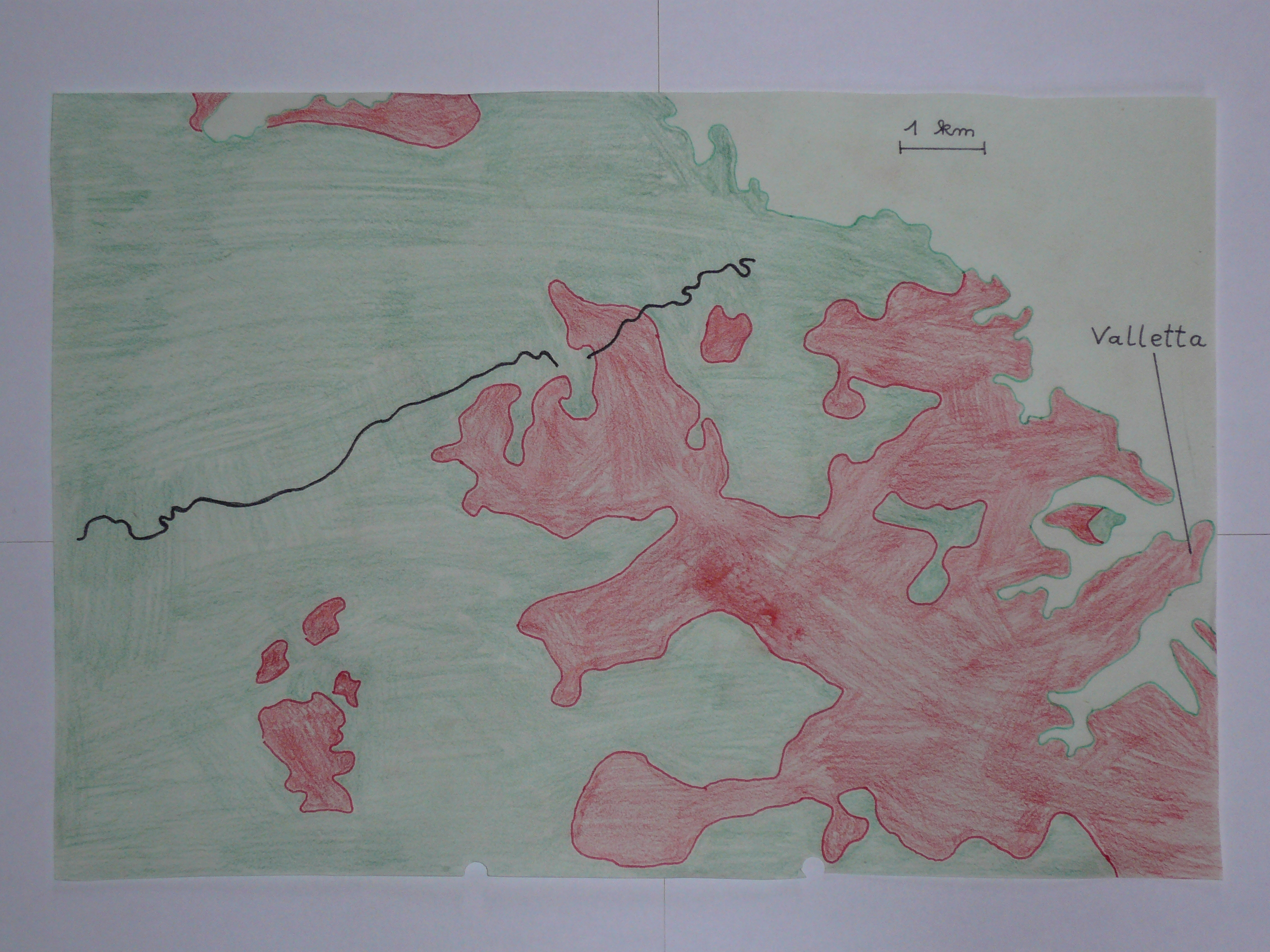
Az erődítmény elhelyezkedése

A Victoria Lines rendszere északkelet-délnyugati irányban szeli át Malta szigetét. Pembroke erődje és ütege még nem kapcsolódnak közvetlenül a rendszerhez, bár fontos kapcsot jelentettek a fal és a főváros közti terület védelmében. Az üteg ma már csak emlékműként létezik a város központjában. Fort Madliena erődje volt a rendszer keleti kezdőpontja. Ma nem látogatható, de a Mosta felé induló falszakasz Swieqi és Għargħur határában jó állapotban van, a környéken kellemes sétákat lehet tenni a fal mentén. Az egyre mélyülő törésvonal mentén kanyarogva a fal eléri Mosta erődjét (Fort Mosta). Ez volt a szárazföldi védelem központja. Innen továbbra is nyugat felé folytatódik az egykor Dwejra Lines néven is ismert szakasz, amely ma a legjobb állapotban van. Tíz és fél kilométer után Fomm ir-Riħnél (Mġarr) a Fort Binġemma zárja nyugatról a sort.

## Története

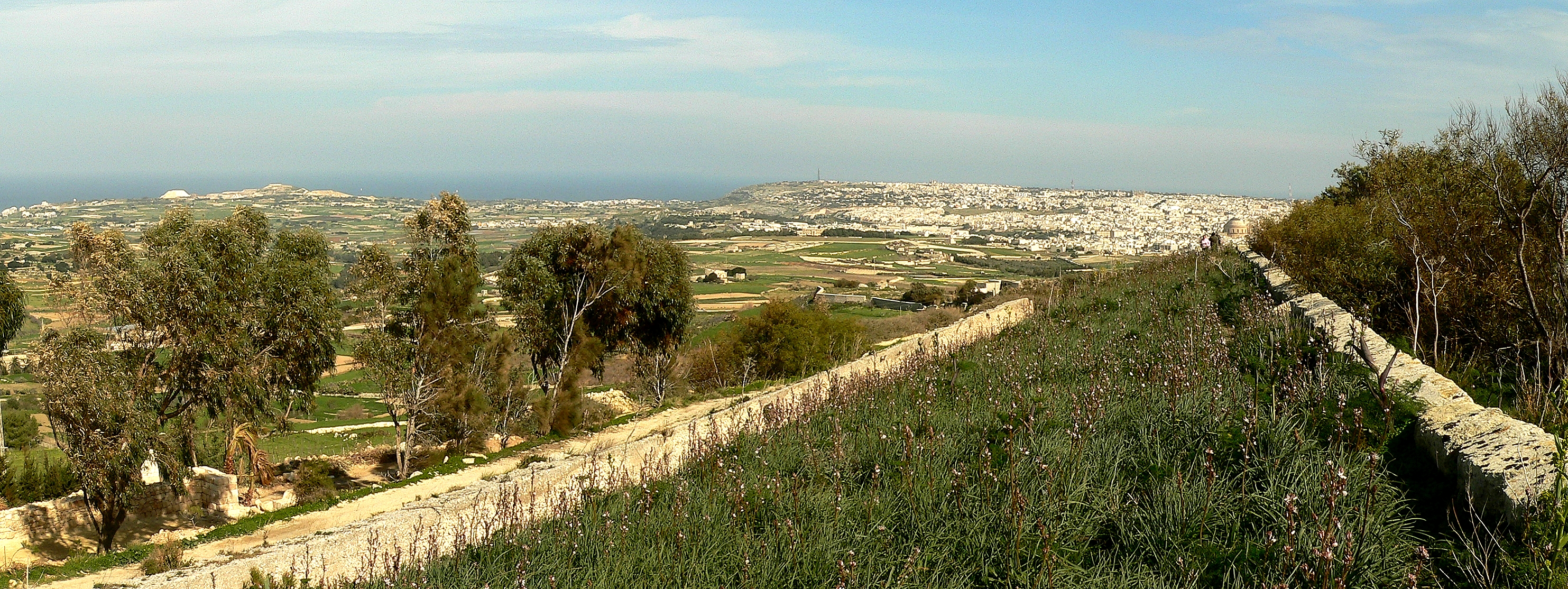
A nyugati szakasz, háttérben Mosta

A Great Fault adottságai – kettéosztja Malta szigetét, ezenkívül mély, meredek falakkal – már korábban felkeltették a hadmérnökök figyelmét, mert ezt megerősítve a sziget védelmét nem kellett kiterjeszteni a lakatlan északi területekre. Már a johanniták uralma idején, 1722-ben őrhelyek épültek a szakadék mentén. Kezdetben csak a lapos északkeleti parthoz közeli részét védték, ám a 19. század második felére a britek a törésvonal teljes hosszát militarizálták.
1875-ben az északi parton álló erődök építésével kezdődött el egy egységes erődítményrendszer kiépítése. Három nagy erőd épült, a Fort Madalena (Madliena, ma Swieqi) a keleti indulópontnál, Fort Binġemma (Fomm ir-Riħ közelében) a nyugati szélen és Fort Mosta a központi részen. Ezeket az erődöket az 1890-es években egyetlen folytonos fallal kötötték össze, amely a természetes törésvonal formáját követte. A völgyeket töltésekkel szelték át. A fal védelmét helyenként ütegekkel, lőszerraktárakkal és keresőfényekkel növelték, Mtarfa mellett pedig nagy barakktábor épült, amelyet 1900-tól vasút kötött össze a kikötőkkel. Nemsokára egy negyedik erőd Fort Pembroke is megépült, hogy a Valletta felé elnyúló partszakaszt ellenőrizze.
1897-ben a befejezéséhez közeledő erődítményt Viktória királynő uralkodásának 60. évfordulója alkalmából az uralkodóról nevezték el. Egy 1900 májusában tartott hadgyakorlat bizonyította, hogy az erődítmény meglehetősen könnyen áttörhető, ezért a brit hadsereg 1907-ben végleg elhagyta. A partmenti erődök (Binġemma, Madliena és Pembroke) egészen 1979-ig katonai használatban maradtak. Madliena ma a St. John's Rescue Corps mentőegység központja.
A turizmus meglehetősen későn látta meg a lehetőséget az erődítésekben. A legforgalmasabb területeken sokszor nyomai sem maradtak, egyes részei azonban a helyi tanácsok helyreállító munkái után látogathatók. Nyugatabbra egy három kilométeres szakasza ma is jó állapotban áll Borġ-in-Nadur és a Falka Gap között (Mġarr).